# خوان مونیوس (بازیکن فوتبال، زاده ۱۹۹۵)
خوان مونیوس (انگلیسی: Juan Muñoz؛ زادهٔ ۱۲ نوامبر ۱۹۹۵) بازیکن فوتبال اهل اسپانیا است.
از باشگاه‌هایی که در آن بازی کرده‌است می‌توان به باشگاه فوتبال لگانس و باشگاه فوتبال سویا اشاره کرد.
وی همچنین در تیم ملی فوتبال زیر ۱۹ سال اسپانیا بازی کرده‌است.